# Mercuès
Mercuès est une commune française, située dans le sud-ouest du département du Lot en région Occitanie.
Elle est également dans la Bouriane, une région naturelle sablonneuse et collinaire couverte de forêt avec comme essence principale des châtaigniers.
Exposée à un climat océanique altéré, elle est drainée par le Lot, le ruisseau de Rouby et par deux autres cours d'eau. La commune possède un patrimoine naturel remarquable composé de deux zones naturelles d'intérêt écologique, faunistique et floristique.
Mercuès est une commune rurale qui compte 1 125 habitants en 2022, après avoir connu une forte hausse de la population depuis 1962. Elle fait partie de l'aire d'attraction de Cahors. Ses habitants sont appelés les Mercuésiens ou  Mercuésiennes.

## Géographie
Mercuès, qui appartient à l'aire urbaine de Cahors, est situé sur le Lot, à 8 kilomètres au nord-ouest et en aval de Cahors, sur l'axe Cahors - Villeneuve-sur-Lot.

### Communes limitrophes
Mercuès est limitrophe de six autres communes.
Les communes limitrophes sont  Cahors, Caillac, Calamane, Douelle, Espère et Pradines.
| Espère  | Calamane |        |
| Caillac | Mercuès  | Cahors |
| Douelle | Pradines |        |

### Hydrographie
La commune est arrosée par le Lot un affluent de la Garonne.

### Géologie et relief
La superficie de la commune est de 724 hectares ; son altitude varie de 101  à   303 mètres.
De la terrasse du château, perché sur une long escarpement rocheux bordant la rivière, on a une ample vue sur la vallée du Lot, de Cahors en amont jusqu'à Caillac en aval, en passant par Pradines. La rivière, navigable depuis Saint-Cirq-Lapopie, n'est plus utilisée que par la navigation de plaisance ; une écluse est à franchir au bas du château.

### Voies de communication et transports
Accès avec la D 811 (ex route nationale 111) et l'ancienne ligne Monsempron-Libos - Cahors entre Fumel et Cahors, lesquelles traversent le village.
La ligne 913 du réseau liO dessert la commune, en direction de Cahors ou de Monsempron-Libos.

### Climat
Pour des articles plus généraux, voir Climat de l'Occitanie et Climat du Lot.
En 2010, le climat de la commune est de type climat du Bassin du Sud-Ouest, selon une étude s'appuyant sur une série de données couvrant la période 1971-2000. En 2020, Météo-France publie une typologie des climats de la France métropolitaine dans laquelle la commune est exposée à un climat océanique altéré et est dans la région climatique Aquitaine, Gascogne, caractérisée par une pluviométrie abondante au printemps, modérée en automne, un faible ensoleillement au printemps, un été chaud (19,5 °C), des vents faibles, des brouillards fréquents en automne et en hiver et des orages fréquents en été (15 à 20 jours).
Pour la période 1971-2000, la température annuelle moyenne est de 13,2 °C, avec une amplitude thermique annuelle de 15,7 °C. Le cumul annuel moyen de précipitations est de 874 mm, avec 10,3 jours de précipitations en janvier et 6,2 jours en juillet. Pour la période 1991-2020, la température moyenne annuelle observée sur la station météorologique la plus proche, située sur la commune du Montat à 14 km à vol d'oiseau, est de 13,3 °C et le cumul annuel moyen de précipitations est de 824,6 mm,. Pour l'avenir, les paramètres climatiques de la commune estimés pour 2050 selon différents scénarios d’émission de gaz à effet de serre sont consultables sur un site dédié publié par Météo-France en novembre 2022.

### Milieux naturels et biodiversité

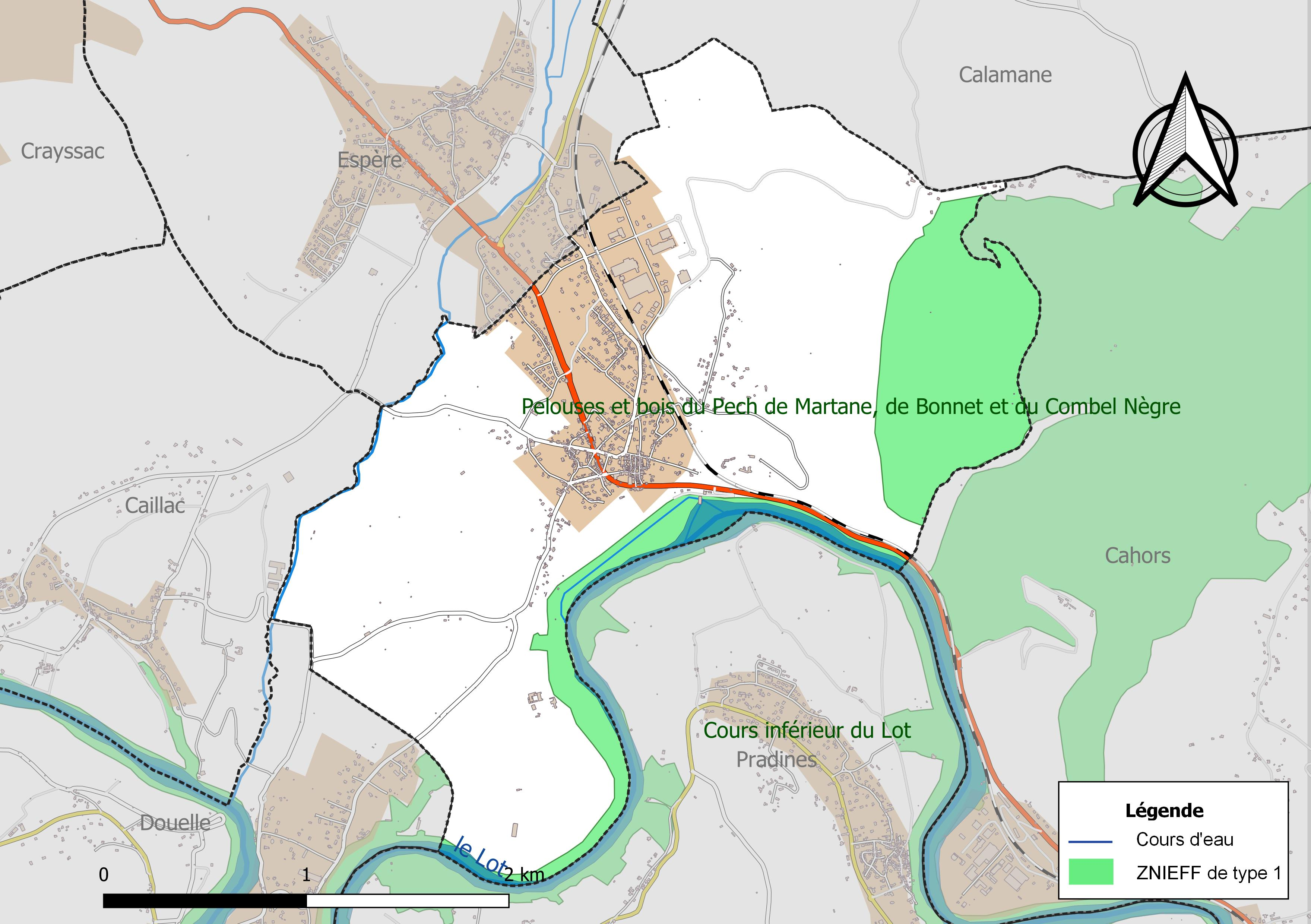
Carte des ZNIEFF de type 1 localisées sur la commune.

L’inventaire des zones naturelles d'intérêt écologique, faunistique et floristique (ZNIEFF) a pour objectif de réaliser une couverture des zones les plus intéressantes sur le plan écologique, essentiellement dans la perspective d’améliorer la connaissance du patrimoine naturel national et de fournir aux différents décideurs un outil d’aide à la prise en compte de l’environnement dans l’aménagement du territoire.
Deux ZNIEFF de type 1 sont recensées sur la commune :
le « cours inférieur du Lot » (1 209 ha), couvrant 25 communes dont 23 dans le Lot et deux dans le Lot-et-Garonne et 
les « pelouses et bois du pech de Martane, de Bonnet et du combel Nègre » (491 ha), couvrant 2 communes du département.

## Urbanisme

### Typologie
Au 1er janvier 2024, Mercuès est catégorisée bourg rural, selon la nouvelle grille communale de densité à sept niveaux définie par l'Insee en 2022.
Elle est située hors unité urbaine. Par ailleurs la commune fait partie de l'aire d'attraction de Cahors, dont elle est une commune de la couronne,. Cette aire, qui regroupe 78 communes, est catégorisée dans les aires de 50 000 à moins de 200 000 habitants,.

### Occupation des sols
L'occupation des sols de la commune, telle qu'elle ressort de la base de données européenne d’occupation biophysique des sols Corine Land Cover (CLC), est marquée par l'importance des forêts et milieux semi-naturels (42,8 % en 2018), une proportion sensiblement équivalente à celle de 1990 (42,3 %). La répartition détaillée en 2018 est la suivante : 
forêts (26,3 %), cultures permanentes (24,1 %), milieux à végétation arbustive et/ou herbacée (16,5 %), zones urbanisées (10,6 %), prairies (5,8 %), terres arables (5,1 %), eaux continentales (4,6 %), zones industrielles ou commerciales et réseaux de communication (4,1 %), zones agricoles hétérogènes (2,8 %). L'évolution de l’occupation des sols de la commune et de ses infrastructures peut être observée sur les différentes représentations cartographiques du territoire : la carte de Cassini (XVIIIe siècle), la carte d'état-major (1820-1866) et les cartes ou photos aériennes de l'IGN pour la période actuelle (1950 à aujourd'hui).

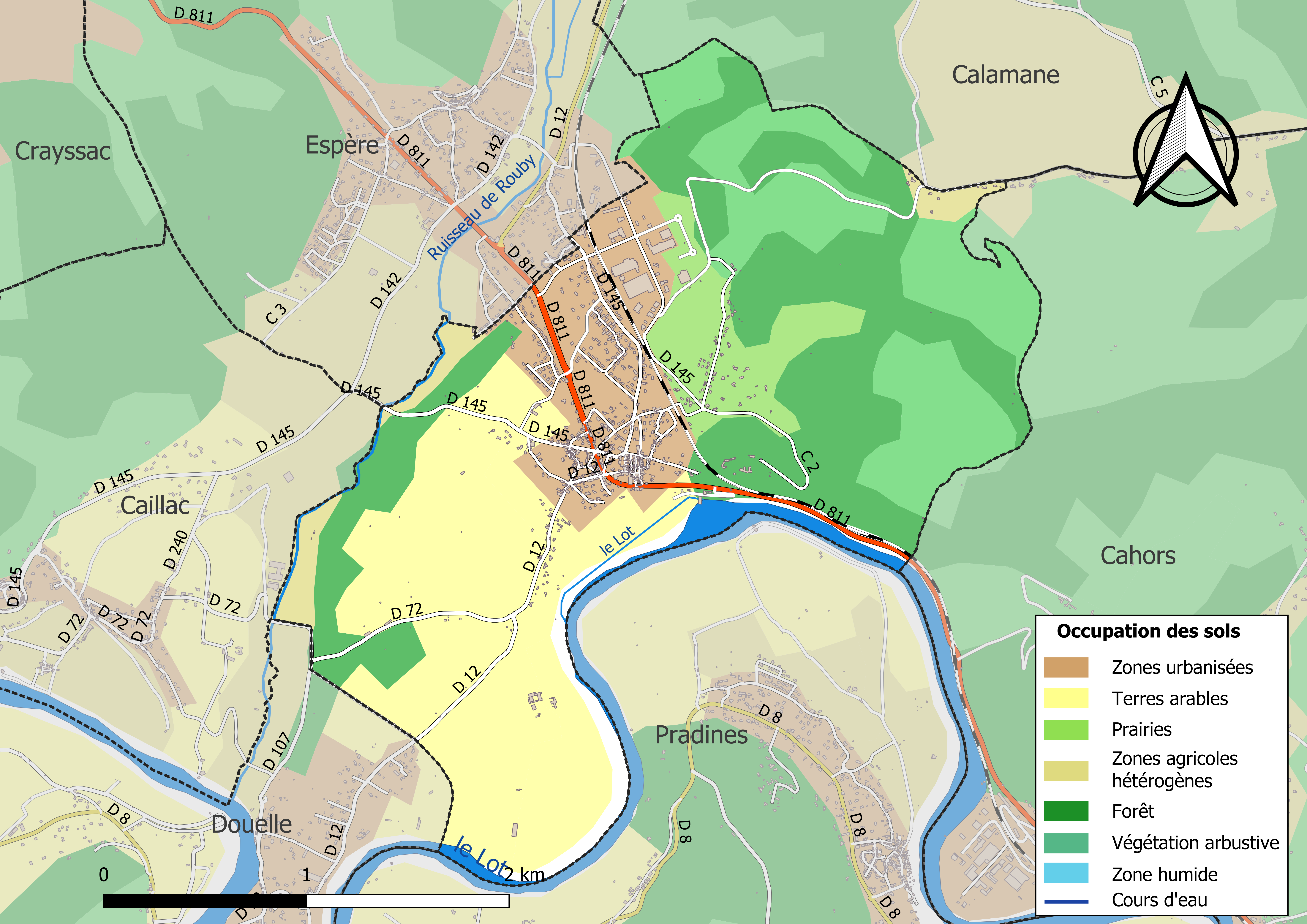
Carte des infrastructures et de l'occupation des sols de la commune en 2018 (CLC).

### Risques majeurs
Le territoire de la commune de Mercuès est vulnérable à différents aléas naturels : météorologiques (tempête, orage, neige, grand froid, canicule ou sécheresse), inondations, feux de forêts, mouvements de terrains et séisme (sismicité très faible). Il est également exposé à deux risques technologiques, le transport de matières dangereuses et la rupture d'un barrage. Un site publié par le BRGM permet d'évaluer simplement et rapidement les risques d'un bien localisé soit par son adresse soit par le numéro de sa parcelle.

#### Risques naturels
La commune fait partie du territoire à risques importants d'inondation (TRI) de Cahors, regroupant 14 communes concernées par un risque de débordement du Lot et du ruisseau du Bartassec, un des 18 TRI qui ont été arrêtés fin 2012 sur le bassin Adour-Garonne. L'événement passé le plus significatif est la crue des 9 et 10 mars 1927 où le Lot a atteint 8,90 m à Cahors après une montée très rapide des eaux. Seules les crues de 1783 et 1833 ont dépassé ces valeurs. Les dégâts ont été très importants. Deux crues survenues sur le Bartassec en 1996 et 2010 ont eu un très fort impact sur les activités économiques de l'agglomération de Cahors. Des cartes des surfaces inondables ont été établies pour trois scénarios : fréquent (crue de temps de retour de 10 ans à 30 ans), moyen (temps de retour de 100 ans à 300 ans) et extrême (temps de retour de l'ordre de 1 000 ans, qui met en défaut tout système de protection). La commune a été reconnue en état de catastrophe naturelle au titre des dommages causés par les inondations et coulées de boue survenues en 1982, 1993, 1996, 1999, 2003 et 2010,.
Mercuès est exposée au risque de feu de forêt. Un plan départemental de protection des forêts contre les incendies a été approuvé par arrêté préfectoral le 30 novembre 2015 pour la période 2015-2025. Les propriétaires doivent ainsi couper les broussailles, les arbustes et les branches basses sur une profondeur de 50 mètres, aux abords des constructions, chantiers, travaux et installations de toute nature, situées à moins de 200 mètres de terrains en nature
de bois, forêts, plantations, reboisements, landes ou friches. Le brûlage des déchets issus de l’entretien des parcs et jardins des ménages et des collectivités est interdit. L’écobuage est également interdit, ainsi que les feux de type méchouis et barbecues, à l’exception de ceux prévus dans des installations fixes (non situées sous couvert d'arbres) constituant une dépendance d'habitation.

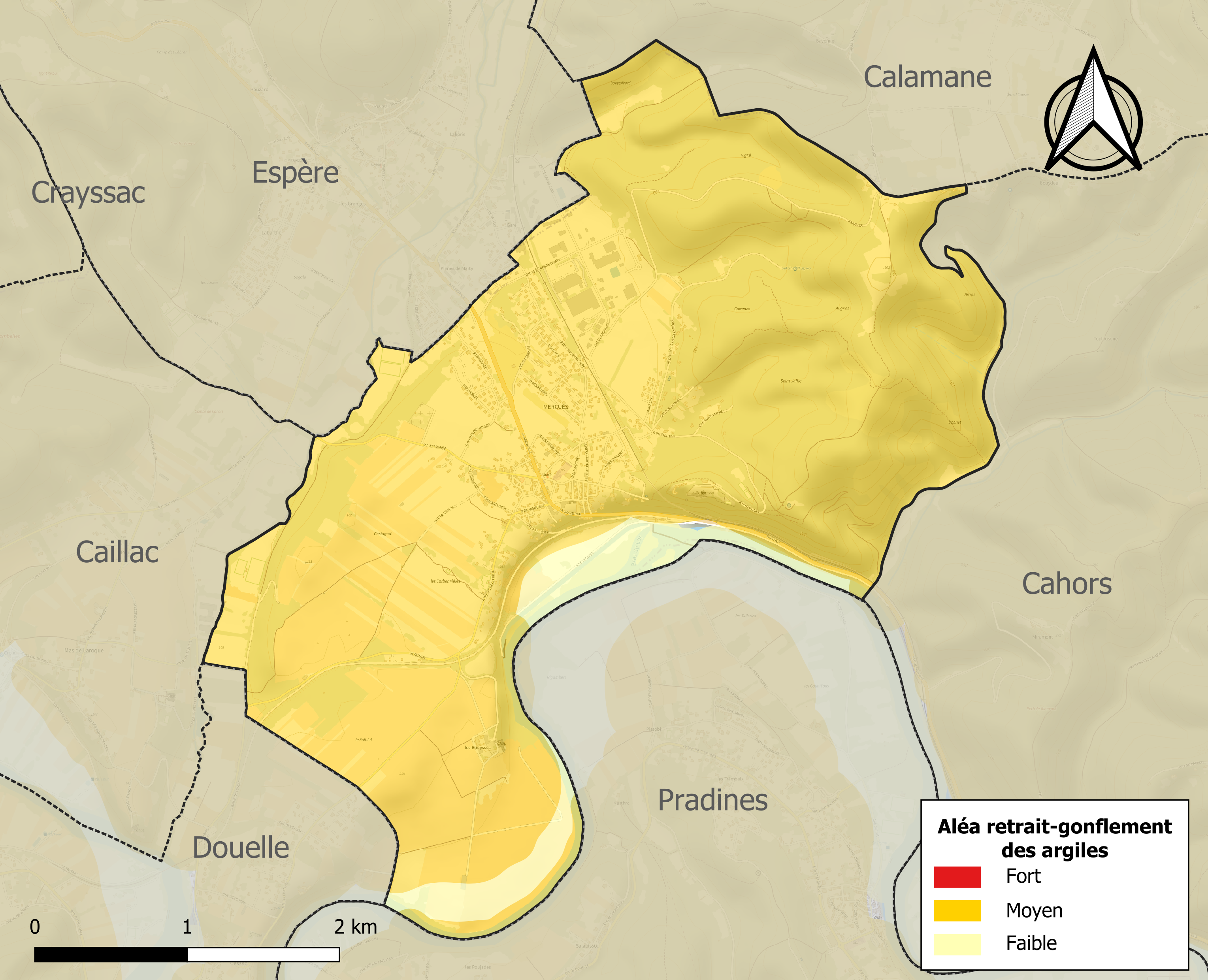
Carte des zones d'aléa retrait-gonflement des sols argileux de Mercuès.

Les mouvements de terrains susceptibles de se produire sur la commune sont des affaissements et effondrements liés aux cavités souterraines (hors mines), des éboulements, chutes de pierres et de blocs et des tassements différentiels. Par ailleurs, afin de mieux appréhender le risque d’affaissement de terrain, l'inventaire national des cavités souterraines permet de localiser celles situées sur la commune.
Le retrait-gonflement des sols argileux est susceptible d'engendrer des dommages importants aux bâtiments en cas d’alternance de périodes de sécheresse et de pluie. 94,8 % de la superficie communale est en aléa moyen ou fort (67,7 % au niveau départemental et 48,5 % au niveau national). Sur les 517 bâtiments dénombrés sur la commune en 2019, 516 sont en aléa moyen ou fort, soit 100 %, à comparer aux 72 % au niveau départemental et 54 % au niveau national. Une cartographie de l'exposition du territoire national au retrait gonflement des sols argileux est disponible sur le site du BRGM,.
Par ailleurs, afin de mieux appréhender le risque d’affaissement de terrain, l'inventaire national des cavités souterraines permet de localiser celles situées sur la commune.
Concernant les mouvements de terrains, la commune a été reconnue en état de catastrophe naturelle au titre des dommages causés par la sécheresse en 2009 et par des mouvements de terrain en 1999.

#### Risques technologiques
Le risque de transport de matières dangereuses sur la commune est lié à sa traversée par une route à fort trafic et une ligne de chemin de fer. Un accident se produisant sur de telles infrastructures est susceptible d’avoir des effets graves sur les biens, les personnes ou l'environnement, selon la nature du matériau transporté. Des dispositions d’urbanisme peuvent être préconisées en conséquence.
La commune est en outre située en aval des barrages de Grandval et de Sarrans, des ouvrages de classe A disposant d'une retenue de respectivement 270,6 millions et 296 millions de mètres cubes,. À ce titre elle est susceptible d’être touchée par l’onde de submersion consécutive à la rupture d'un de ces ouvrages.

## Toponymie
Le toponyme Mercuès (idem en occitan), attesté sous la forme Mercurio au début XIe siècle, se rattache au dieu romain Mercure, mais pourrait aussi venir du cognomen Mercurinus.

## Politique et administration

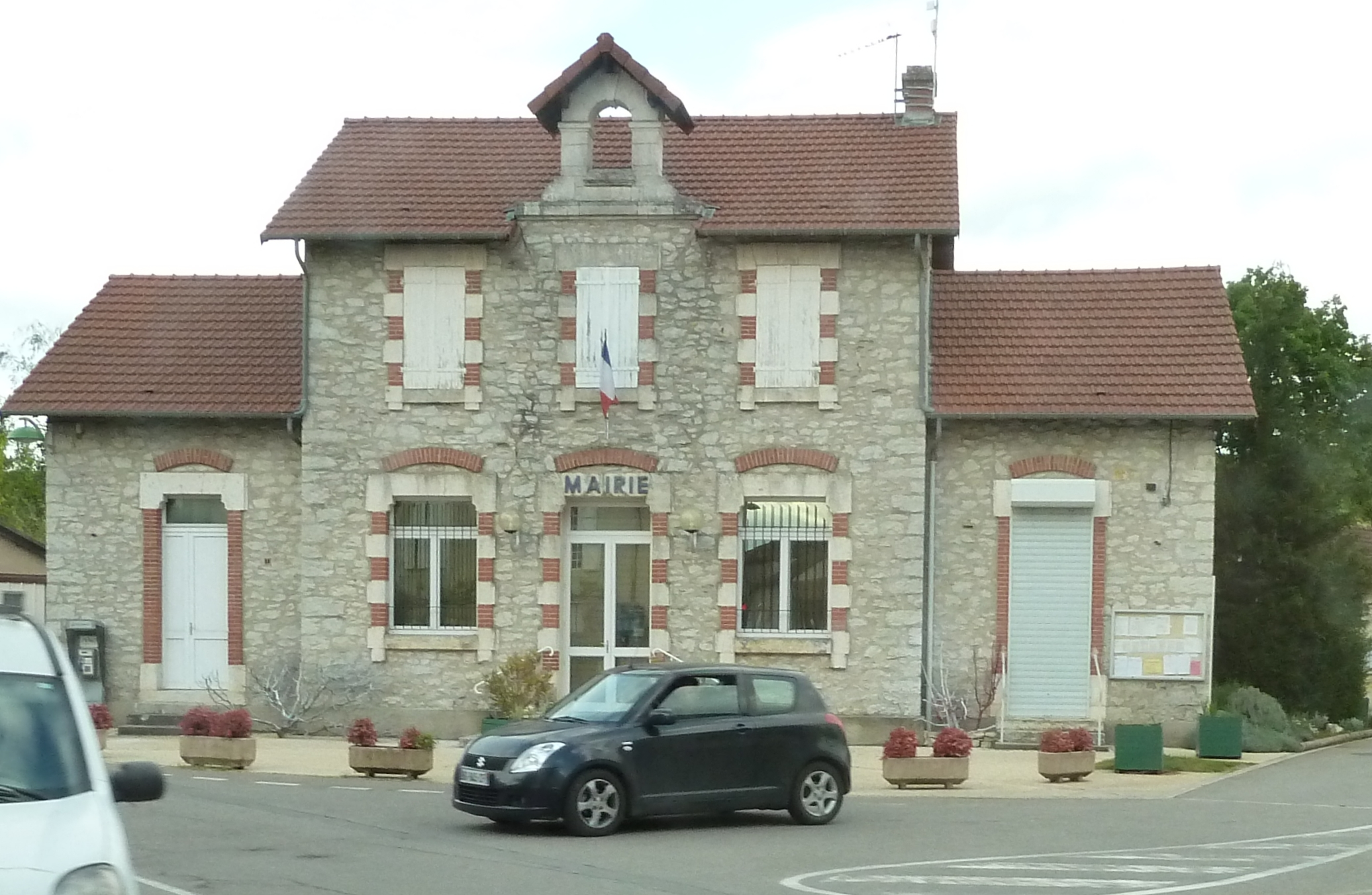
La mairie.

### Administration municipale
Le nombre d'habitants au recensement de 2011 étant compris entre 500 et 1 499 habitants, le nombre de membres du conseil municipal pour l'élection de 2014 est de quinze,.

### Rattachements administratifs et électoraux
Commune faisant partie de l'arrondissement de Cahors de la communauté de communes du Grand Cahors et du canton de Cahors-1 (avant le redécoupage départemental de 2014, Rimont faisait partie de l'ex-canton de Cahors-Nord-Ouest) et avant le 1er janvier 2017 elle faisait partie de la communauté de communes du pays de Cahors.

### Liste des maires
| Période | Période  | Identité                 | Étiquette | Qualité |
| ------- | -------- | ------------------------ | --------- | ------- |
| 1802    | 1827     | Pierre Lacoste-dumoulin  |           |         |
| 1827    | 1832     | Antoine Agas             |           |         |
| 1832    | 1834     | Jean-pierre Cayx         |           |         |
| 1834    | 1837     | J. Delsol                |           |         |
| 1838    | 1839     | A. Fournier              |           |         |
| 1840    | 1847     | J. Delsol                |           |         |
| 1847    | 1848     | A. Boissie               |           |         |
| 1848    | 1850     | Jean Bessac              |           |         |
| 1851    | 1852     | Clément Garrigues        |           |         |
| 1852    | 1870     | Baptiste Darres          |           |         |
| 01.1871 | 05.1871  | Pierre-auguste Villieres |           |         |
| 1871    | 1918     | Jean-paul Pouli          |           |         |
| 1918    | 1925     | Armand Raynalis          |           |         |
| 1925    | 1941     | Jean Delpon              |           |         |
| 1941    | 1953     | Honoré Berte             |           |         |
| 1953    | 1956     | Marcel Moles             |           |         |
| 1956    | 1956     | Georges Linas            |           |         |
| 1956    | 1963     | Marcel Moles             |           |         |
| 1963    | 1977     | Joseph Brunet            |           |         |
| 1977    | 1989     | Louis Moysen             |           |         |
| 1989    | 2014     | Claudine Barreau         | DVG       |         |
| 2014    | En cours | Ludovic Dizengremel      | DVG       |         |

## Population et société

### Démographie
L'évolution du nombre d'habitants est connue à travers les recensements de la population effectués dans la commune depuis 1793. Pour les communes de moins de 10 000 habitants, une enquête de recensement portant sur toute la population est réalisée tous les cinq ans, les populations de référence des années intermédiaires étant quant à elles estimées par interpolation ou extrapolation. Pour la commune, le premier recensement exhaustif entrant dans le cadre du nouveau dispositif a été réalisé en 2006.

En 2022, la commune comptait 1 125 habitants, en évolution de +4,94 % par rapport à 2016 (Lot : +1,31 %, France hors Mayotte : +2,11 %).
| 1793 | 1800 | 1806 | 1821 | 1831 | 1836 | 1841 | 1846 | 1851 |
| ---- | ---- | ---- | ---- | ---- | ---- | ---- | ---- | ---- |
| 600  | 560  | 592  | 501  | 538  | 599  | 600  | 592  | 588  |

| 1856 | 1861 | 1866 | 1872 | 1876 | 1881 | 1886 | 1891 | 1896 |
| ---- | ---- | ---- | ---- | ---- | ---- | ---- | ---- | ---- |
| 581  | 589  | 620  | 645  | 634  | 647  | 617  | 601  | 526  |

| 1901 | 1906 | 1911 | 1921 | 1926 | 1931 | 1936 | 1946 | 1954 |
| ---- | ---- | ---- | ---- | ---- | ---- | ---- | ---- | ---- |
| 513  | 465  | 432  | 348  | 353  | 322  | 309  | 348  | 332  |

| 1962 | 1968 | 1975 | 1982 | 1990 | 1999 | 2006  | 2011  | 2016  |
| ---- | ---- | ---- | ---- | ---- | ---- | ----- | ----- | ----- |
| 370  | 435  | 551  | 619  | 768  | 736  | 1 056 | 1 044 | 1 072 |

| 2021  | 2022  | - | - | - | - | - | - | - |
| ----- | ----- | - | - | - | - | - | - | - |
| 1 130 | 1 125 | - | - | - | - | - | - | - |

| selon la population municipale des années : | 1968 | 1975 | 1982 | 1990 | 1999 | 2006 | 2009 | 2013 |
| Rang de la commune dans le département      | 94   | 34   | 36   | 32   | 39   | 24   | 25   | 25   |
| Nombre de communes du département           | 340  | 340  | 340  | 340  | 340  | 340  | 340  | 340  |

### Enseignement
Mercuès fait partie de l'académie de Toulouse.
L'éducation est assurée sur la commune par un groupe scolaire maternelle et primaire.

### Culture et festivités
Médiathèque. Les activités locales sont nombreuses du fait du nombre d'associations (Comité des fêtes, ARAEM, danse, etc.).

### Activités sportives
Chasse, pétanque, gymnastique, pêche, tennis de table,

### Écologie et recyclage
La collecte et le traitement des déchets des ménages et des déchets assimilés ainsi que la protection et la mise en valeur de l'environnement se font dans le cadre du SYDED du Lot,.

## Économie

### Revenus
En 2018, la commune compte 490 ménages fiscaux, regroupant 1 063 personnes. La médiane du revenu disponible par unité de consommation est de 21 100 € (20 740 € dans le département).

### Emploi
|                | 2008  | 2013  | 2018   |
| -------------- | ----- | ----- | ------ |
| Commune        | 7,1 % | 8,7 % | 10,5 % |
| Département    | 7,3 % | 8,9 % | 9,6 %  |
| France entière | 8,3 % | 10 %  | 10 %   |

En 2018, la population âgée de 15 à 64 ans s'élève à 608 personnes, parmi lesquelles on compte 78,7 % d'actifs (68,2 % ayant un emploi et 10,5 % de chômeurs) et 21,3 % d'inactifs,. En  2018, le taux de chômage communal (au sens du recensement) des 15-64 ans est supérieur à celui du département et de la France, alors qu'en 2008 la situation était inverse.
La commune fait partie de la couronne de l'aire d'attraction de Cahors, du fait qu'au moins 15 % des actifs travaillent dans le pôle,. Elle compte 546 emplois en 2018, contre 555 en 2013 et 503 en 2008. Le nombre d'actifs ayant un emploi résidant dans la commune est de 421, soit un indicateur de concentration d'emploi de 129,7 % et un taux d'activité parmi les 15 ans ou plus de 52,3 %.
Sur ces 421 actifs de 15 ans ou plus ayant un emploi, 108 travaillent dans la commune, soit 26 % des habitants. Pour se rendre au travail, 85,6 % des habitants utilisent un véhicule personnel ou de fonction à quatre roues, 2,2 % les transports en commun, 7,4 % s'y rendent en deux-roues, à vélo ou à pied et 4,8 % n'ont pas besoin de transport (travail au domicile).

### Activités hors agriculture

#### Secteurs d'activités
115 établissements sont implantés  à Mercuès au 31 décembre 2019. Le tableau ci-dessous en détaille le nombre par secteur d'activité et compare les ratios avec ceux du département,.
| Secteur d'activité                                                                                        | Commune | Commune | Département |
| Secteur d'activité                                                                                        | Nombre  | %       | %           |
| --- | ------- | ------- | ----------- |
| Ensemble                                                                                                  | 115     | 100 %   | (100 %)     |
| Industrie manufacturière, industries extractives et autres                                                | 14      | 12,2 %  | (14 %)      |
| Construction                                                                                              | 20      | 17,4 %  | (13,9 %)    |
| Commerce de gros et de détail, transports, hébergement et restauration                                    | 27      | 23,5 %  | (29,9 %)    |
| Information et communication                                                                              | 3       | 2,6 %   | (1,8 %)     |
| Activités financières et d'assurance                                                                      | 4       | 3,5 %   | (2,8 %)     |
| Activités immobilières                                                                                    | 6       | 5,2 %   | (3,5 %)     |
| Activités spécialisées, scientifiques et techniques et activités de services administratifs et de soutien | 10      | 8,7 %   | (13,5 %)    |
| Administration publique, enseignement, santé humaine et action sociale                                    | 20      | 17,4 %  | (12 %)      |
| Autres activités de services                                                                              | 11      | 9,6 %   | (8,7 %)     |

Le secteur du commerce de gros et de détail, des transports, de l'hébergement et de la restauration est prépondérant sur la commune puisqu'il représente 23,5 % du nombre total d'établissements de la commune (27 sur les 115 entreprises implantées  à Mercuès), contre 29,9 % au niveau départemental.

#### Entreprises et commerces
Les cinq entreprises ayant leur siège social sur le territoire communal qui génèrent le plus de chiffre d'affaires en 2020 sont : 
- Quercy, messagerie, fret express (4 958 k€)
- Jerodia Services, services administratifs combinés de bureau (3 145 k€)
- Bobinage Services, installation d'équipements électriques, de matériels électroniques et optiques ou d'autres matériels (642 k€)
- Garage JP Auto, entretien et réparation de véhicules automobiles légers (208 k€)
- SARL Avenir Immobilier, agences immobilières (84 k€)

Le village traversé par l'axe D 811 est doté de nombreux commerces de proximité favorisant ainsi la croissance du village. Présence d'une imprimerie du groupe CPI. Viticulture lieu de production de Cahors (AOC),

### Agriculture
|               | 1988 | 2000 | 2010 | 2020 |
| ------------- | ---- | ---- | ---- | ---- |
| Exploitations | 7    | 7    | 3    | 6    |
| SAU (ha)      | 97   | 125  | 99   | 255  |

La commune est dans la vallée du Lot », une petite région agricole s'étendant d'est en ouest et de part et d'autre du cours du Lot, particulièrement réputée pour ses vignes, celles du vignoble de Cahors plus précisément. En 2020, l'orientation technico-économique de l'agriculture  sur la commune est la viticulture. Six exploitations agricoles ayant leur siège dans la commune sont dénombrées lors du recensement agricole de 2020 (sept en 1988). La superficie agricole utilisée est de 255 ha,,.

## Culture locale et patrimoine

### Lieux et monuments

#### Château de Mercuès
« Du château de Mercuès, on voit monter vers soi l'histoire ! » s'écria un matin de mai 1951 le général de Gaulle qui venait de passer la nuit dans cette ancienne résidence d'été des évêques de Cahors. La majesté de ce nid d'aigle dont les terrasses offrent un somptueux panorama sur les méandres du Lot convenait parfaitement à la verve visionnaire du héros de la France libre. Ce site, place forte naturelle occupée depuis le VIIe siècle, fut aménagé à la Renaissance en château de plaisance des comtes évêques de Cahors qui embellirent constamment les lieux jusqu'à l'aube du XXe siècle. Transformé en résidence hôtelière dans les années 1940, ce fut un des premiers fleurons de la chaîne Relais & Châteaux. Son propriétaire de l'époque, Georges Héreil, était un grand nom de la construction aéronautique considéré comme le père de la Caravelle. À sa disparition, le destin de Mercuès vacille un instant quand se présente un acheteur providentiel : Georges Vigouroux, entreprenant négociant-viticulteur, un des principaux artisans de la renaissance des vins de Cahors.
Tout en réalisant d'importantes campagnes de restauration du château sous les yeux attentifs des architectes des Bâtiments historiques, le nouveau maître des lieux réalise aussi un rêve qui lui est cher. Il ressuscite ex nihilo le vignoble de Mercuès entièrement détruit par le phylloxéra à la fin du XIXe siècle. Une trentaine d'hectares ont ainsi été replantés sur les croupes graveleuses qui entourent le château, un terrain argilo-siliceux propice aux cépages historiques des vins de Cahors (auxerrois, tannat et merlot).
Point d'orgue de ce renouveau : des chais d'exception creusés à ciel ouvert sous les terrasses du château au prix de travaux pharaoniques. Un couloir en pente douce amène directement du château de Mercuès sous ces voûtes en volutes de béton brut - magnifique perspective romano-byzantine revue par Niemeyer - qui dominent d'impeccables alignements de barriques à la bordelaise. L'édifice est inscrit au titre des monuments historiques en 1947.
Le château de Mercuès a été le site où le film Holidays avec Jean-Pierre Darroussin, Josiane Balasko et Judith Godrèche fut tourné.

#### Autres monuments
- L'église Saint-Germain (XVe siècle). L'édifice est référencé dans la base Mérimée et à l'Inventaire général de la région Occitanie[51].
- Château des Bouysses dans le sud-ouest de la commune (début XIXe siècle ; caves du XIIIe siècle). L'édifice est inscrit au titre des monuments historiques en 1989[52].

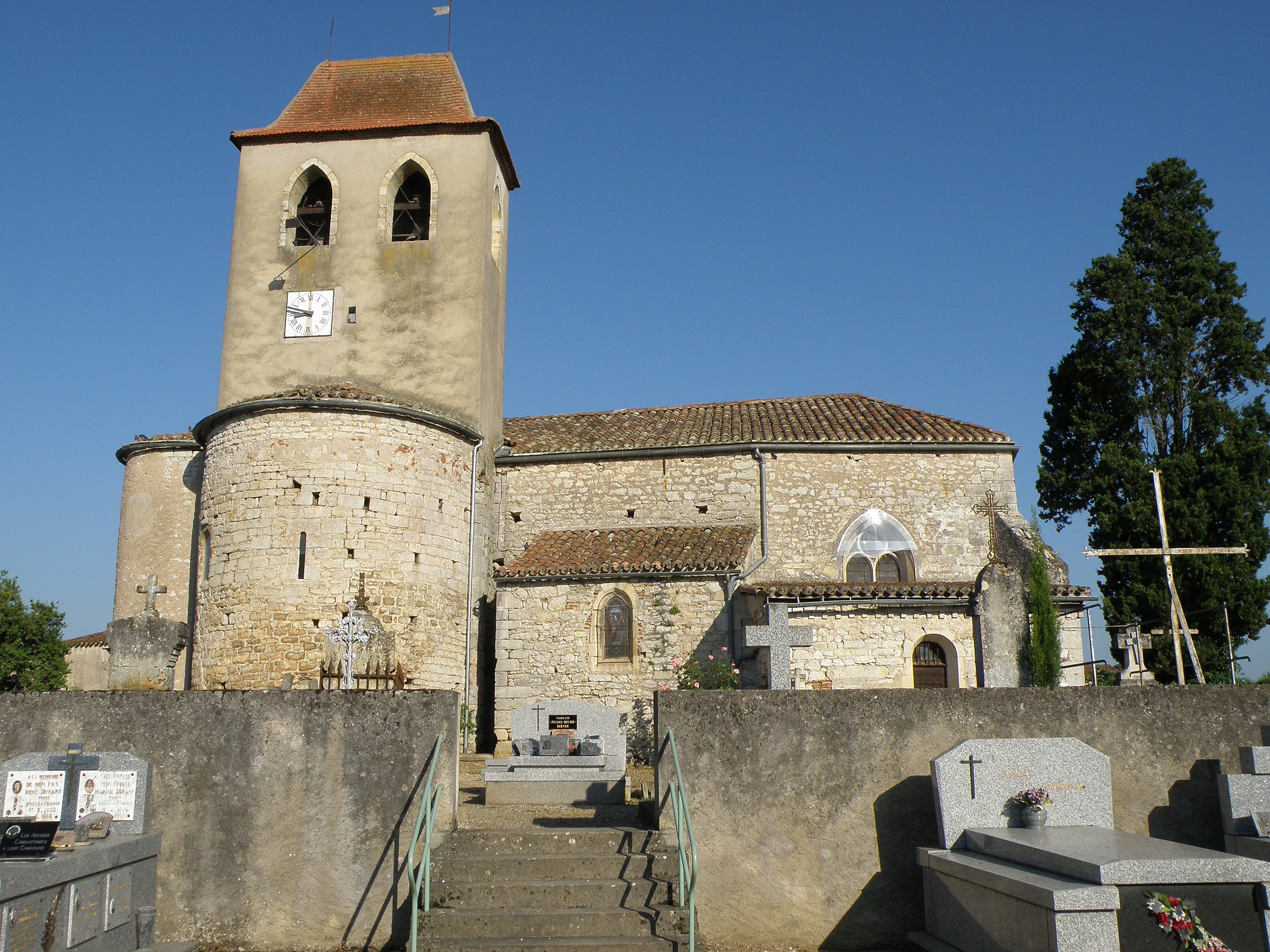
Église Saint-Germain.
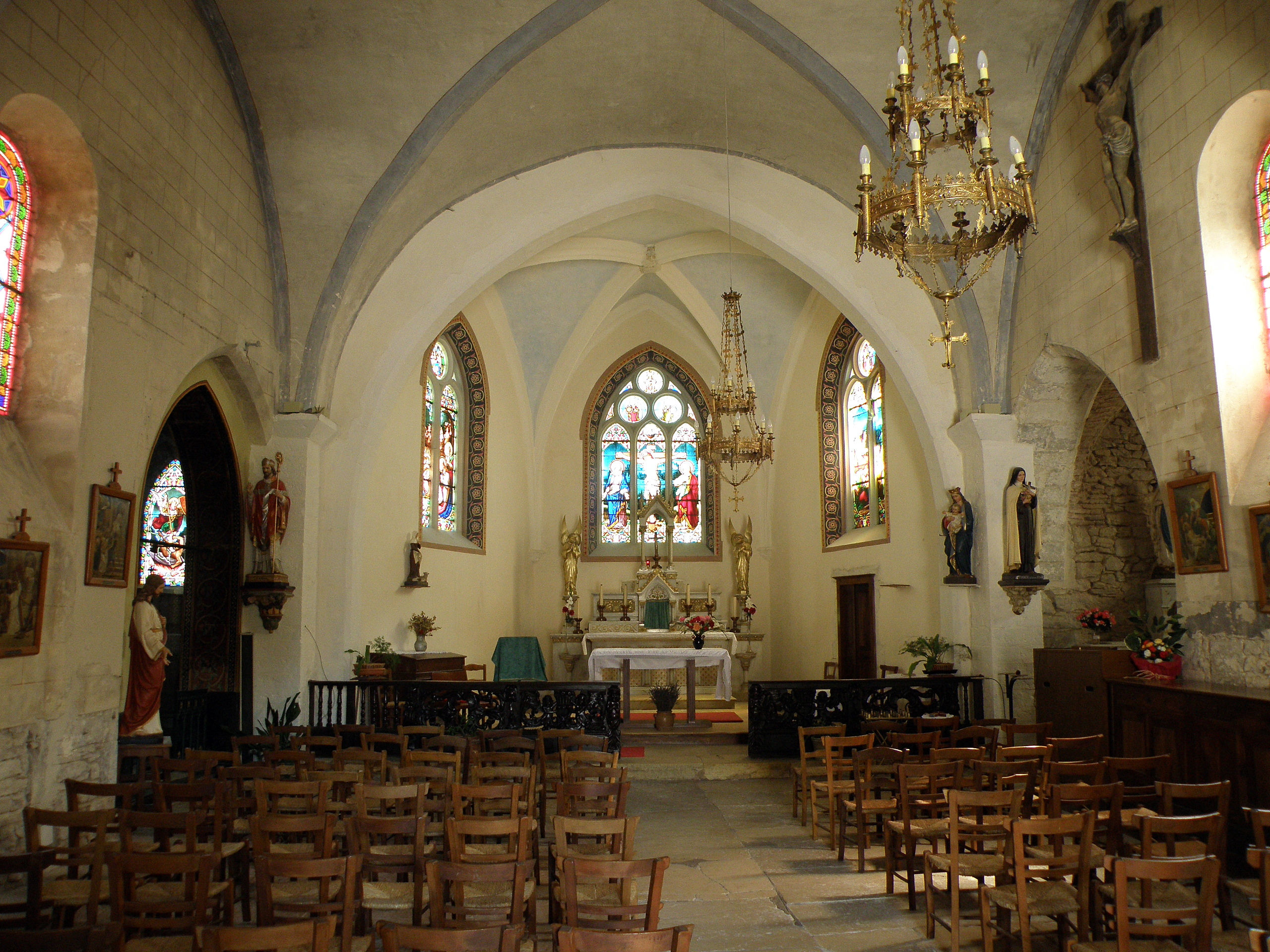
L'intérieur de l'église.

### Personnalités liées à la commune
- Jean-Michel Agar
- Joseph Delfour (1852-1919), espérantiste, y est né
- Alain de Solminihac
- Émile Rey
- Germaine Bouyssié